# Тихоокеанський удав
Тихоокеанський удав (Candoia) — рід неотруйних змій з родини Удавові, що мешкають на островах південно-східної Азії. Має 5 видів. Інша назва — «гостроносі удави».

## Опис
Загальна довжина представників цього роду коливається від 50 см до 1,8 м. Іноді зустрічаються особини 2 м. Голова майже трикутної форми. Морда дещо витягнута, загострена й звужена на кінці. Звідси інша назва цих удавів - «гостроносі». Голова біля потилиці широка та сплощена. Тулуб масивний, м'язистий, кремезний. Втім зустрічаються види з тонким тулубом. Хвіст досить довгий, хоча є й короткохвості види. Забарвлення здебільшого коричнювате або жовте, зі складним малюнком зі смуг або плям.

## Спосіб життя
Полюбляють ліси, мангрові зарості й плантації. Довгохвості види здебільшого проводять час на деревах, короткохвості — на землі. Активні вночі. Харчуються ящірками, невеликими ссавцями, зокрема кажанами, птахами й амфібіями. Здобич перед поїданням душать, обвиваючи кільцями тіло жертви.
Це живородні змії. Самки народжують від 10 до 40 дитинчат.

## Розповсюдження
Мешкають на островах південно-східної Азії. Вони зустрічаються в Індонезії, на Новій Гвінеї, Новій Каледонії та Соломонових островах, а також на островах Самоа та Фіджі.

## Види
- Candoia aspera
- Candoia bibroni
- Candoia carinata
- Candoia paulsoni
- Candoia superciliosa